# 武郷郡 (陝西省)
武郷郡（ぶきょう-ぐん）は、中華人民共和国陝西省にかつて設置された郡。現在の華陰市一帯に相当する。
北魏により設置された華陰郡を前身とする。西魏により武郷郡と改称された。582年（開皇2年）、隋朝により廃止された。

## 下部行政区
- 武郷県
- 朝邑県